# Kallang
Kallang är en planerad stad i "Kallang planning area" i distriktet Central Region på Singapores huvudö. Stadens mittpunkt är kallangfloden. Kallangfloden är Singapores längsta flod.
Kallang planning area omges av i norr Toa Payoh planning area, i ost Geylang lanning area, i sydost Marine Parade planning area, i syd Marina East planning area, i sydväst Downtown Core planning area, i väst Rochor- och Newton planning areas och Novena planning area i nordväst.
Historiskt har Kallang varit en central del av Singapores flyg- och sportutveckling, bland annat genom att husera landets första planerade civilflygplats och gamla National Stadium.
Idag är Kallang mer känt för Jalan Besar Stadium och Singapore Sports Hub. Den senare inhyser både the New National Stadium och Singapore Indoor Stadium. Inomhusstadion är en välfrekventerad stadion för både internationella artister och dito sportarrangemang.

## Ursprung
Området som nu heter Kallang syntes för första gången 1830 i en kartläggning av Singapore under namnet "Kilang". En senare kartläggning utförd av G.D. Coleman 1838 stavades det "Kelang". Från och med 1842 har det burit namnet "Kallang".

### Etymologi
Själva ordet "kallang" kan komma från ett malajisk ord för en folkgrupp som kallades orang biduanda kallang och bodde i närheten av Kallangfloden och Singaporefloden. När Raffles landsteg i det som skulle komma att bli Singapore 1819 bodde där cirka 500 orang biduanda kallang. Fem år senare flyttade den malajiska adeln, temenggong, det kvarvarande folket till pulaifloden i Johor, Malaysia. Det var ungefär 100 familjer som tvångsflyttades. År 1847 drog en smittkoppsepidemi genom dem och 1848 var orang biduanda kallang så gott som utdöda.
Kallang kan även vara en förvanskning av malajordet kilang som betyder kvarn, eller fabrik. Området huserade tidigare många sågverk och riströskor.
En tredje möjlighet är att Kallang är en förvanskning av ordet galang som betyder "att placera en båt på stockar eller rullar".

## Geografi
Kallang ligger på den sydöstra kusten av Singapores huvudö. Kallang är definierat av Urban Redevelopment Authority som en enda planning area, men Housing and Development Board har även inlemmat bostadsområdet Whampoa från det angränsande Novena Planning Area i den planerade staden Kallang/Whampoa New Town. Kallang/Whampoa är den enda planerade staden i Singapore som sträcker sig över två planning areas.

## Bosättningar
Kalang var en av de första platser som folk i regionen bosatte sig vid. Fem byar finns i kallangförsänkningsområdet som stammar från tiden innan modern exploatering påbörjades: Kampung Kallang Pasir, Kallang Pokok, Kallang Laut, Kallang Batin och Kallang Rokok.

## Sportevenemang

### Internationella spel och OS
Sydostasiatiska spelen (SEA Games) höll sina ceremoniella tillställningar vid den gamla national stadium 1973, 1983 och 1993.

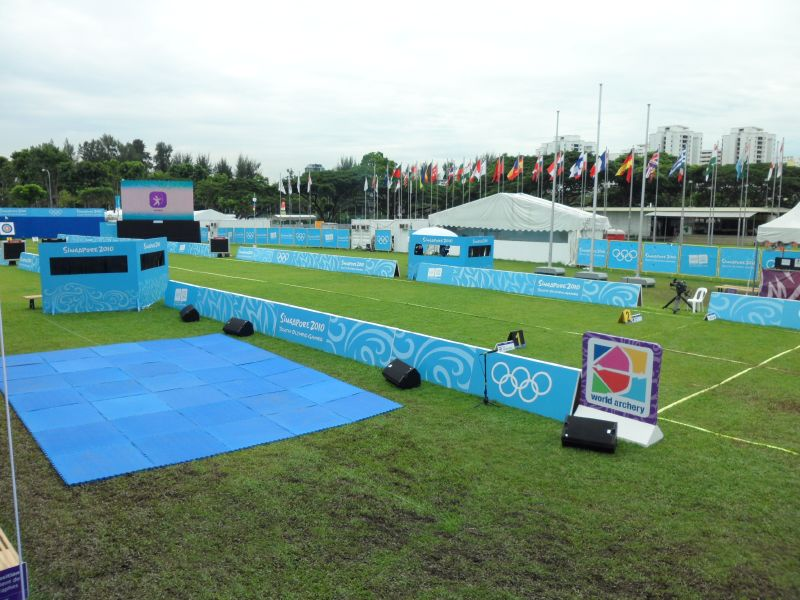
Bågskyttet vid Kallang Fields.

De första ungdomsspelen, Ungdoms-OS 2010, hölls i Singapore, och ett antal grenar förlades till Kallang: tennis i Kallang Tennis Centre, bågskytte vid Kallang Field, fotboll vid Jalan Besar samt badminton och bordtennis som båda förlades till Singapore Indoor Stadium.
Sydostasiatiska spelen anno 2015 höll både sina öppnings- och stängningsceremonier vid nya national stadium. Ett antal sporter förlades dessutom till ett flertal olika Kallang-arenor.

### MMA
UFC förlade UFC Fight Night: Cowboy vs. Edwards till Kallang och Singapore Indoor Stadium 23 juni 2018, sedan UFC Fight Night: Maia vs. Askren till samma arena 26 oktober 2019.
ONE är baserat i Singapore och har anordnat dryga 20 galor i Kallang vid Singapore Indoor Stadium.